# Pusztai gébics
A pusztai gébics (Lanius isabellinus) a madarak osztályának verébalakúak (Passeriformes) rendjébe a gébicsfélék (Laniidaee) családjába tartozó  faj.

## Rendszerezése
A fajt Friedrich Wilhelm Hemprich és Christian Gottfried Ehrenberg írták le 1833-ben.

## Alfajai
- Lanius isabellinus arenarius Blyth, 1846
- Lanius isabellinus isabellinus Hemprich & Ehrenberg, 1833
- Lanius isabellinus tsaidamensis Stegmann, 1930[2]

## Előfordulása
Szibériában és Ázsia középső részén honos. Kóborlásai során eljut Európába is. Természetes élőhelyei a szubtrópusi és trópusi száraz gyepek, szavannák és cserjések, mocsarak és tavak környékén, valamint szántóföldek és városi régiók. Vonuló faj.

## Megjelenése
Testhossza 18 centiméter, testtömege 24-38 gramm.
|  |

## Életmódja
Rovarokkal, kisebb madarakkal és gyíkokkal táplálkozik.

## Természetvédelmi helyzete
Az elterjedési területe rendkívül nagy, egyedszáma pedig stabil. A Természetvédelmi Világszövetség Vörös listáján nem fenyegetett fajként szerepel.

## További információ
- Képek az interneten a fajról
- Xeno-canto.org - a faj hangja és elterjedési területe